# Борзели (Фиренца)
Борзели је насеље у Италији у округу Фиренца, региону Тоскана.
Према процени из 2011. у насељу је живело 177 становника. Насеље се налази на надморској висини од 725 м.